# کوخووویتسه (استان اوپوله)
کوخووویتسه (به لهستانی: Kochłowice) یک منطقهٔ مسکونی در لهستان است که در گمینا بچنا واقع شده‌است.